# Севастопольская биологическая станция
Севастопольская биологическая станция — первая в России и третья в Европе морская биологическая станция. Место работы плеяды крупных учёных-естествоиспытателей. Основа для создания Институт биологии южных морей. Здание биостанции, построенное в 1898 году по проекту архитектора А. М. Вейзена на проспекте Нахимова, 2 ныне  Объект культурного наследия народов РФ регионального значения.

## История
В августе 1869 года по инициативе Н. Н. Миклухо-Маклая Второй Съезд русских естествоиспытателей принял решение обратиться к правительству с ходатайством об оказании содействия учреждению зоологической станции в Севастополе, и предложить Императорскому обществу любителей естествознания озаботиться организацией станции. В 1871 году Новороссийским обществом естествоиспытателей, по предложению первого президента общества, профессора Л. С. Ценковского в Севастополе была открыта биологическая станция, одна из первых в Европе морских биологических станций. Её создание было вызвано необходимостью упорядочить изучение флоры и фауны Чёрного моря, систематизировать наблюдения за периодическими изменениями физических факторов морской среды, создать и сохранить коллекции гидробионтов и предоставить возможности для научных занятий.
Первоначально биостанция располагалась на Екатерининской улице (ныне улица Ленина) Севастополя, но из-за плохого состояния здания станция переехала в район нынешнего железнодорожного вокзала, а затем расположилась в квартире в районе Артиллерийской бухты.
По предложению профессора Новороссийского университета А. О. Ковалевского первым заведующим (старшим зоологом) биостанции избрали известного московского зоолога В. Н. Ульянина (1875—1880). С именем Ульянина связано первое упорядочение знаний о фауне и зоогеографии Чёрного моря, а также тот факт, что в 1875 году станция перешла на государственное финансирование. С 1880 года ею руководила С. М. Переяславцева. Большой вклад в изучение истории формирования фауны Чёрного моря внёс доктор зоологии А. А. Остроумов, заведовавший станцией в период 1891—1897 годов. 
Первым директором Севастопольской биологической станции был избран в 1892 году А. О. Ковалевский. Заслуга Ковалевского перед отечественной наукой так велика, что она «… останется памятником его работ и трудов на пользу науки России». К этому времени он уже был широко известен в научном мире. Исследования Ковалевского имели выдающееся значение для решения вопроса о происхождении позвоночных; он выдвинул отечественную эмбриологию на первое место в мировой литературе. По инициативе Ковалевского в 1891 году станция была переведена в ведение Академии наук, что упрочило её положение как научного учреждения и расширило возможности научных исследований. Ковалевский отдал много сил организации работы станции, созданию уникальной библиотеки, постройке собственного здания станции и устройству публичного морского аквариума.
Здание биостанции, построенное в 1898 году по проекту архитектора А. М. Вейзена на проспекте Нахимова (д. 2).
В 1902—1930 годах должности директоров занимали академики В. В. Заленский, Н. И. Андрусов, В. И. Палладин, профессор Никитин Василий Никитич // Большая советская энциклопедия : [в 30 т.] / гл. ред.  А. М. Прохоров. — 3-е изд. — М. : Советская энциклопедия, 1969—1978., академик Н. В. Насонов. В 1930 году директором стал академик С. А. Зернов, бывший в 1901—1913 годах заведующим станцией.
В 1944 году, после освобождения Севастополя, директором был назначен В. А. Водяницкий, начавший работу на станции ещё в 1931 году.
В 1956 году Г. Г. Поликарповым на станции была создана первая в СССР лаборатория морской радиобиологии, сыгравшая значительную роль в работах по исследованию последствий радиоактивного загрязнения морской среды.
В 1961 году станция была передана в ведение АН УССР, а в 1963 году на основании Постановлений Совета Министров и Комитета по координации научно-исследовательских работ СССР, Президиум АН УССР принял решение о создании в составе Отделения Общей биологии Института биологии южных морей АН УССР на базе Севастопольской, Одесской и Карадагской биологических станций с центром в г. Севастополь.